# Celtic Park
Der Celtic Park ist ein Fußballstadion im Stadtteil Parkhead der schottischen Stadt Glasgow. Das Stadion ist seit dem Jahr 1892 die Heimspielstätte des Fußballclubs Celtic Glasgow. Es ist auch als Parkhead und Paradise bekannt. Der Celtic Park liegt an der Kerrydale Street, etwa drei Kilometer östlich des Stadtzentrums. Mit einer Kapazität von 60.832 Zuschauern ist es das größte Fußballstadion in Schottland und das achtgrößte im Vereinigten Königreich.

## Geschichte

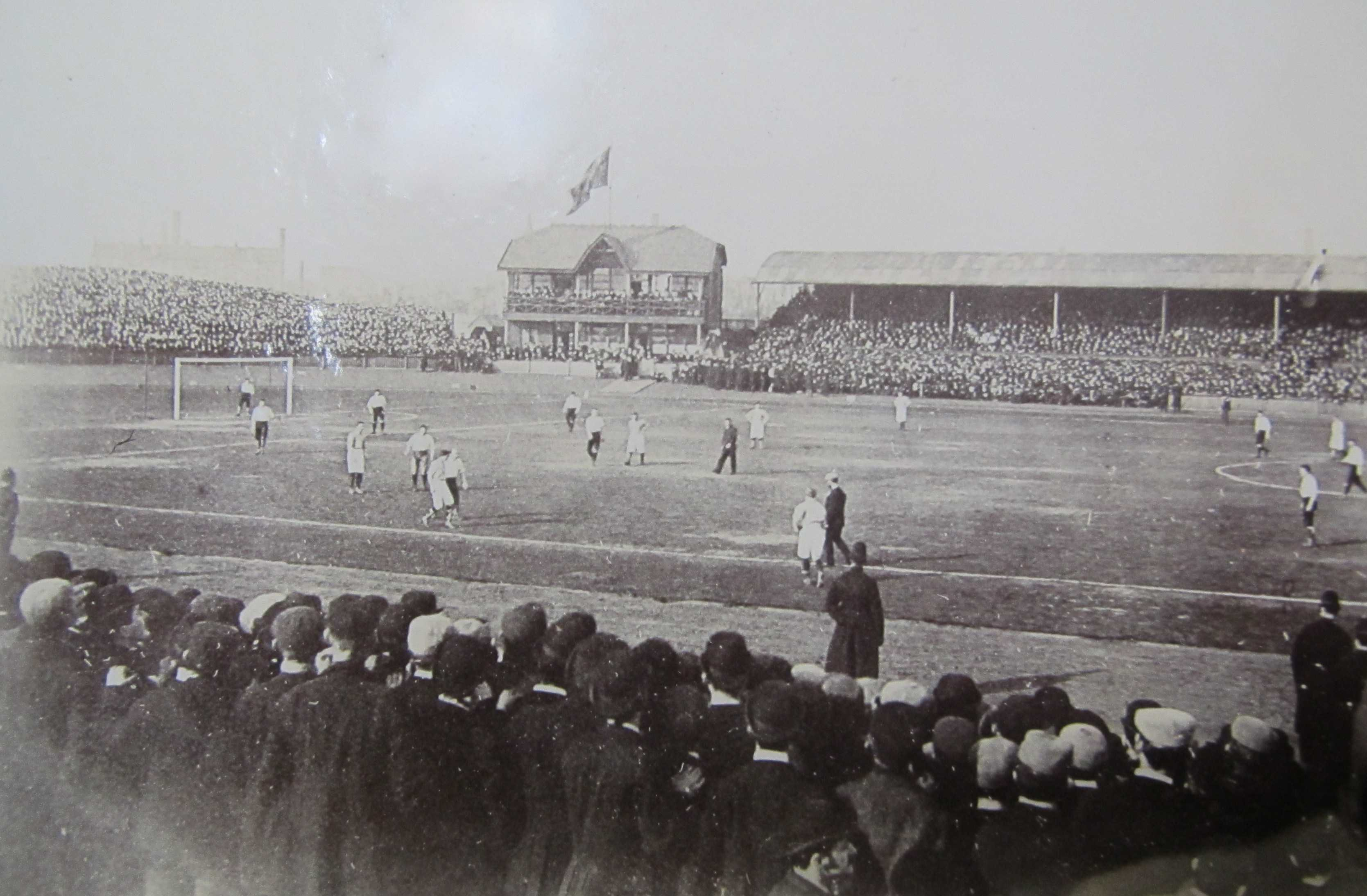
Der Celtic Park (1894)

Der im Jahr 1887 gegründete Verein zog 1892 vom ursprünglichen Celtic Park an der nordöstlichen Kreuzung von Springfield Road und London Road in seine neue Heimat, nachdem die Miete für den ersten Park erheblich erhöht worden war. Das neue Stadion wurde in einer stillgelegten Ziegelei in der Janefield Street, 200 Meter vom alten Standort entfernt, gebaut. Am 20. August 1892 fand das Eröffnungsspiel statt, in dem Celtic den FC Renton 4:3 schlug. Im Jahr 1894 baute Celtic die erste Pressetribüne in einem Fußballstadion in Großbritannien. 1897 wurden hier die Bahnrad-Weltmeisterschaften veranstaltet. Im Mai 1904 zerstörte ein Brand die Nordtribüne. Vor dem Zweiten Weltkrieg wurden auch Leichtathletikwettbewerbe in dem damals mit einer Leichtathletikanlage versehenen Spielstätte ausgetragen. Die meisten Zuschauer gab es 1938, als 92.000 Fans das Spiel gegen die Glasgow Rangers mitverfolgten. 1971 wurden Flutlichter installiert. Der im Jahr 1989 veröffentlichte Taylor Report forderte, dass große Vereine bis August 1994 Stadien ausschließlich  mit Sitzplätzen haben sollten. Celtic befand sich Anfang der 1990er Jahre in einer schlechten finanziellen Lage und es wurden keine größeren Arbeiten durchgeführt, bis Fergus McCann im März 1994 die Kontrolle über den Verein übernahm. Die alten Tribüne wurden abgerissen, um in einem schrittweisen Umbau, der im August 1998 abgeschlossen wurde, ein neues Stadion zu errichten. Seither wurde es mehrere Male umgebaut, zuletzt Mitte der 1990er Jahre. Die Vereinsführung verkündete 2004, dass der Celtic Park ausgebaut werden soll.
Vor dem Stadion wurde 2011 die Jock-Stein-Statue enthüllt.

## Heutige Nutzung
Die Glasgower Arena ist in den Vereinsfarben grün-weiß bestuhlt. Seinen Spitznamen Paradise hat das Stadion von seiner Lage in unmittelbarer Nachbarschaft eines Friedhofs: It’s like leaving a graveyard to enter paradise, hieß es, und der Name blieb hängen. Die Tribünen liegen nahe am Spielfeldrand und ragen hoch hinauf. Durch diese Bauart hat das Stadion ein Fassungsvermögen von 60.832 Plätzen.
Seit Jahren gilt der Celtic Park als die beliebteste Sportstätte Großbritanniens. Im Jahre 2003 wählten die Hörer der BBC den Celtic Park mit 60 % zum beliebtesten Stadion – weit vor anderen Sportstätten wie dem Millennium Stadium in Cardiff (28 %) oder Lord’s Cricket Ground in London (12 %). Als Begründung wurde die unvergleichliche Atmosphäre und Stimmung angegeben: Es sei ein Palast und ein veritabler Hexenkessel, der seinem Übernamen Paradise vollends gerecht werde. Auf dem Dach des Celtic Parks sind sowohl die schottische als auch die irische Flagge gehisst. Nicht aber der Union Jack, was mit der Geschichte von Celtic zu tun hat. Unter der Haupttribüne befindet sich das Vereinsmuseum.
Ab der Saison 2016/17 verfügt der Celtic Park, anders als andere Stadien im Vereinigten Königreich, wieder über Stehplätze. Diese werden für zunächst 2600 Zuschauer auf dem Lisbon Lions Stand eingerichtet.
Der Verein investierte in der Sommerpause 2018 insgesamt 4,5 Mio. Euro in den Celtic Park. So wurden für 2,6 Mio. Euro die Licht- und die Beschallungsanlage erneuert. Ähnliche Systeme wurden in der Allianz Arena in München und der Johan-Cruyff-Arena installiert. Des Weiteren erhielt, auf die Forderung von Trainer Brendan Rodgers, das Spielfeld einen Hybridrasen. Der Rest des Budgets wurde für Erneuerungsarbeiten des Daches, der Logen und des Außenbereichs verwendet. Die Arbeiten wurden zum Start der Saison 2018/19 am 4. August abgeschlossen.

## Tribünen
- Westtribüne: Jock Stein Stand, genannt ,Celtic End‘ (13.006 Plätze)
- Osttribüne: Lisbon Lions Stand, genannt ,Rangers End‘ (13.006 Plätze)
- Nordtribüne: The North Stand, genannt ,The Jungle‘ (26.970 Plätze)
- Südtribüne: The South Stand, genannt ,Main Stand‘ (7850 Plätze)

## Besucherrekord und Zuschauerschnitt
Die größte Zuschauerkulisse mit 92.000 Fans kam 1938 bei einer Partie gegen die Glasgow Rangers in den Celtic Park.
- 2014/15: 44.585 (Scottish Premiership)
- 2015/16: 44.850 (Scottish Premiership)
- 2016/17: 54.726 (Scottish Premiership)
- 2017/18: 57.523 (Scottish Premiership)
- 2018/19: 57.778 (Scottish Premiership)
- 2019/20: 57.944 (Scottish Premiership)